# کوه نارمه
کوه نارمه، روستایی در دهستان پروز بخش امامزاده حسن شهرستان فلارد در استان چهارمحال و بختیاری ایران است.
مردم این روستا بسیار مهمان نواز و ساده زیست و در عین حال با فرهنگ و خوش رفتار می باشند ، شغل اکثر مردم این روستا دامداری و کشاورزی می باشد، این روستای دور افتاده  به دلیل موفقیت های تحصیلی معلمین ، دانش آموزان و دانشجوهایش در ان منطقه به روستای (بچه درس خوان ها )معروف است .

## جمعیت
بر پایه سرشماری عمومی نفوس و مسکن در سال ۱۳۹۵، جمعیت این روستا برابر با ۱۴۰ نفر (۳۶ خانوار) بوده‌است.